# Magyarsarlós
Magyarsarlós (horvátul: Šaroš) község Baranya vármegyében, a Pécsi járásban. Korábbi neve Magyarsóros volt, előfordul az említése Sóros, Sórós alakban is.

## Fekvése
Pécstől 10 kilométerre délkeletre fekszik, festői környezetben, egy öblös völgy védett ölelésében. Természetföldrajzilag a Dunántúli-dombságban, ezen belül a Dél-Baranyai-dombság középső részén helyezkedik el. Ez a kistáj a Mecsek és a Villányi-hegység között terül el, átlagos tengerszint feletti magassága 130–250 méter.
A közvetlenül határos települések: észak felől Romonya, északkelet felől Ellend, kelet felől Hásságy, délkelet felől Birján, dél felől Lothárd, délnyugat felől Szemely, északnyugat felől pedig Nagykozár. Nyugat felől a legközelebbi település Kozármisleny, de a közigazgatási határaik nem érintkeznek. 

### Megközelítése
Nyugati határszéle mellett húzódik a Pécset Moháccsal összekötő 57–es főút lekanyarodva, így közúton ezen érhető el mindkét város felől. Lakott területe tekintetében azonban zsáktelepülésnek számít, mert közúton csak az előbbi főútról letérve, az 56 127 számú bekötőúton érhető el.

## Története
A megye területén már az őskorban is éltek emberek. Az állandó jellegű benépesedés a térségbe Krisztus előtt 4000 körül, az újkőkorban  kezdődött. A Mecsek vidékén élt lengyeli kultúra emlékei Magyarsarlóson is megtalálhatóak. Kőbalták, marokkövek tanúskodnak a völgy gazdag múltjáról, amely fekvésénél fogva az őskori ember biztonságos lakhelyéül szolgált A Krisztus előtti évezredekben várszerű telep létesült a falu fölött magasodó dombon, majd nomád vadásztörzsek költöztek a vidékre. Halottaikat hamvasztották és maradványaikat urnákba helyezték. Kunyhóik a mai falu keleti felén, a Magyarsarlósi temető alatti enyhe domboldalon voltak.
Krisztus születése környékén a Dunántúlt elérte a római hódítás. Először a kereskedők jöttek, majd az ő kedvező jelentéseik nyomán megérkezek a római hadsereg légiói. Pécs római kori elődje közigazgatási központ lett. A rómaiak korában Baranya megyén átment a korszak egyik legjelentősebb hadi útvonala, mely Triernél érte el a birodalom határát és Szávaszentdemeterig húzódott. A rómaiak a hadiút mentén erődítményeket hoztak létre, melyben helyőrségeket állomásoztattak. A feltárt régészeti leletek arra utalnak, hogy Sarlóson is volt római erődítmény. Feltételezhető azonban, hogy a rómaiak is már találtak itt települést.
A római korból számos lelet került elő Magyarsarlóson.
István király a kereszténység befogadásával megnyitotta hazánkat a nyugati műveltség előtt. A várispánságokkal lerakta a feudális állam szervezetének, a későbbi vármegyéknek az alapjait. 1009 – ben megalapította a pécsi püspökséget.
Baranya vármegye akkori területén két központ volt: Baranyavár és Kos vára. Ez utóbbi Magyarsarlós Kozármisleny, Nagykozár határában álló erődítmények együttese volt.
Magyarsarlóson, a mai temető mögött a „Vár Kos” dűlőben állhatott az akkori Baranya vármegye egyik legjelentősebb vára.
A sarlósi vár stratégiailag könnyen védhető, három oldalról víz, ill. mocsár vette körül. Megközelíthetősége csak É-Ny-i irányból volt lehetséges.
A falunak kiemelkedő gazdasági jelentősége is volt az Árpád-kor elején. 26 féle mesterség képviselője élt a faluban, közöttük a sarlókészítők játszottak kiemelkedő szerepet.
Talán innen származik a „sorlos” elnevezés, mely 1332-es okiratokban szerepel.
A gazdasági fejlődésben fontos szerepet játszottak az apácák. Ők képviselték a településen azt a művelt réteget, akik az ipart, mezőgazdaságot irányították. A mai Jókai utcától  keletre  egy halastavat hoztak létre. A hal, böjti étel ezért kiemelkedően fontos  tápláléka volt a középkor emberének. A település súlyát mutatja, hogy  kereskedők is letelepedtek itt.  Ők voltak a középkori nevükön: „kálózok” a várral „szemközti”, D-i  dombon építették fel házaikat. Innen látták el ipari és mezőgazdasági termékékkel a déli országrészt.
1224-ben a pécsváradi bencés apátság bérelte a települést az apácáktól. A Pécsváradi bencés apátság a kora középkor egyik legjelentősebb magyar apátsága volt.  Bányát  és malmot is létrehoznak a településen. Kétségtelen, hogy a falu ekkor éri el legnagyobb gazdasági súlyát. Jelentősége – egyes történészek szerint – ekkor nagyobb, mint a nála kisebb és fejletlenebb  Pécsé.
A falu 1543-tól török megszállás alá került, így körülményei jelentősen leromlottak. A török alatt, – bár népességének jelentős részét elvesztette – mindvégig lakott maradt.
A török kiűzése után a településre a magyarok mellé horvátok és németek települnek be.
Feltehetően 1750 után kezdődött meg a római katolikus templom építése amely 1793-ra fejeződött be. Mária Terézia alatt, 1777-ben indul meg az iskolarendszerű oktatás Magyarsarlóson.
Az 1800-as évek második felében jelentős fejlődésnek indul a falu, ezekben az években már három malom is üzemel a településen.
A XIX. század végén felépül a magyarsarlósi gőzmalom, amely a mai sertéstelep helyén állt.
A gőzmalom a kor igen magas technikai színvonalát képviselte, s fő funkciója több település ellátása volt. Megépítését a növekvő gabona termelés tette indokolttá, a vízi malmok fokozatosan  háttérbe szorulnak.
A gőzmalom közelében a XX. század elején felépül a magyarsarlósi csárda is, mely a malomba érkezőknek, az úton lévőknek, de még a sarlósiaknak is fontos állomása lett.
1913 októberében, szép ünnepség keretében került felszentelésre, a közel 70 évig működő felső iskola.
Ennek a dinamikus fejlődésnek az első világháború vet véget. A falu növekedése megállt, jelentős visszaesés nem következett be, de hosszú évtizedekig stagnált a gazdaság és a lakosságszám. Az elhúzódó háború az életszínvonal romlásához, létbizonytalansághoz vezet. Nő a csonka családok száma, az elszegényedés.
A világháború végén, antant-szerb csapatok szállták meg a vármegye kétharmadát, így Magyarsarlóst is. A megszállók célja, hogy Baranya déli részét a Szerb-Horvát-Szlovén Királysághoz csatolják.
A trianoni békeszerződés során Baranya vármegye déli részét elcsatolták. Az igazságtalan békeszerződés következményei mélyrehatóak voltak, végigkísérték a két világháború közötti időszakot. Az elcsatolt területek felett érzett fájdalom áthatja a politikát és a mindennapi életet is. Az elkeseredés természetes következménye lett a területi revízió és a hasonló helyzetben lévő Németországgal való katonai együttműködés.
A Horthy-korszak nemzetiségi politikája egyenlő jogokat biztosított valamennyi népcsoport számára. Bethlen István miniszterelnök a megértés és a megnyerés politikáját alkalmazta.
A korszak törekvéseit jelentősen gyengítette a nagy gazdasági világválság, s a vele járó infláció, létbizonytalanság, munkanélküliség. A nehézségek ellenére fokozatosan épültek a házak a településen. 1920-ban már 120 ház található a faluban.
Ennek a kibontakozó fejlődésnek a második világháború vetett véget. Magyarsarlóst is elkezdték járni a hitleri eszméket hirdető agitátorok és igyekeztek őket a különböző fasiszta szervezetekbe beszervezni.  1941–ben már éreztetik hatásukat a zsidótörvények is.
A világháború során az orosz fronton 26 magyarsarlósi lakos áldozta életét. A lakosság egy része a harci események idején a környező erdőkbe húzódott, hogy elkerülje a megszálló katonák visszaéléseit.
1944. november 28-án, a hajnali órákban a szovjet csapatok elérték Magyarsarlóst. Nyugati és keleti irányból közelítették meg a falut. A Felső-hegyen sorakoztak a szovjet tankok, miközben a gyalogság Hásságy felől közeledett.
A németek alig vonultak ki a falu egyik végén, a másik végén már jöttek a szovjetek.  A „falu felszabadítása” azonban nem volt vértelen, a Sztrána-erdőben kisebb lövöldözés alakult ki, melynek német és orosz részről is több halottja volt. A sarlósi csárda kiürítése is megkésett. A német katonák mulatozása az estébe torkollott, a szovjetek pedig körülvették a csárdát.
A  lakosság igen megsínylette a két hatalom elnyomását, de a megpróbáltatások a háború végével nem múltak el.  A németekkel együttműködőket meghurcolták, ez 25 családot érintett a településen. Két család került ki Németországba, a többi átmenetileg szétszóródott, majd később visszajött és visszakapta, vagy visszavásárolta elkobzott birtokát.
A II. világháború után a szovjet megszálló csapatok által hatalomra juttatott kommunista párt elnyomta a demokratikus államberendezkedés kialakítására történt kísérletet és diktatúrát épített ki Magyarországon. Ez jelentősen meghatározza gazdasági és társadalmi fejlődését.
Megváltoztak a tulajdonviszonyok, megindult az államosítás. Tervgazdálkodás, erőltetett iparosítás és téeszesítés kezdődött.
Mindenkire kötelezővé tették a marxista ideológia elfogadását. A falu önállóságát 1965-ben megszüntették, először Olaszhoz, majd Nagykozárhoz csatolták.
Az 1956-os forradalom Magyarsarlóson nem volt igazán érzékelhető. Az iskola falára kikerült a nemzeti színű zászló. Ezért később súlyos árat kellett fizetni.
A 60-as évek elején a kistelepülésekkel szemben megnyilvánuló negatív településpolitika következtében nem adnak ki építési engedélyt.  A korabeli lakosságpolitika lényege abban állt, hogy a kistelepülések fenntartása, és fejlesztése nem gazdaságos.
Magyarsarlós életformáját továbbra is a mezőgazdaság jellemzi. A TSZ-ek mellett lehetőség nyílik a háztáji állattenyésztésre, melynek jelentős felvevő piaca a Szovjetunió. Az állattenyésztésből befolyó plusz tőke a település külső arculatán jelentkezik. Sorban épülnek a téglaházas épületek, s a falu lassan elveszti hagyományos jellegét és elnyeri mai arculatát.
1976-ban a tudatos településromboló politika következtében megszűnik az általános iskola felső tagozata, majd néhány év múlva az alsó tagozata. Ezzel a magyarsarlósi iskola több mint 200 év működés után bezárja kapuit.
A rendszerváltás hatására a birtokviszonyok átrendeződtek. A paraszti gazdaságok újraalakítása azonban a kellő gépesítés hiányában nem érte el a várt hatást, így az a sajátos  helyzet alakult ki, hogy  a birtokviszonyok, csak papíron változtak. A földek nagy részét Magyarsarlóson továbbra is az átalakult Termelőszövetkezet művelte. Külső piac hiányában a háztáji gazdaságok leépültek. A mezőgazdaságból élők száma jelentősen lecsökkent a településen, nagy részük az iparban talált új megélhetést. A rendszerváltás a közigazgatást is átalakította. Az önkormányzati törvény 1990-ben  életre biztosítja a települések önállóságát. Ezzel a Magyarsarlós jövője, történetének alakítása ismét az itt élők kezébe került.

## Közélete

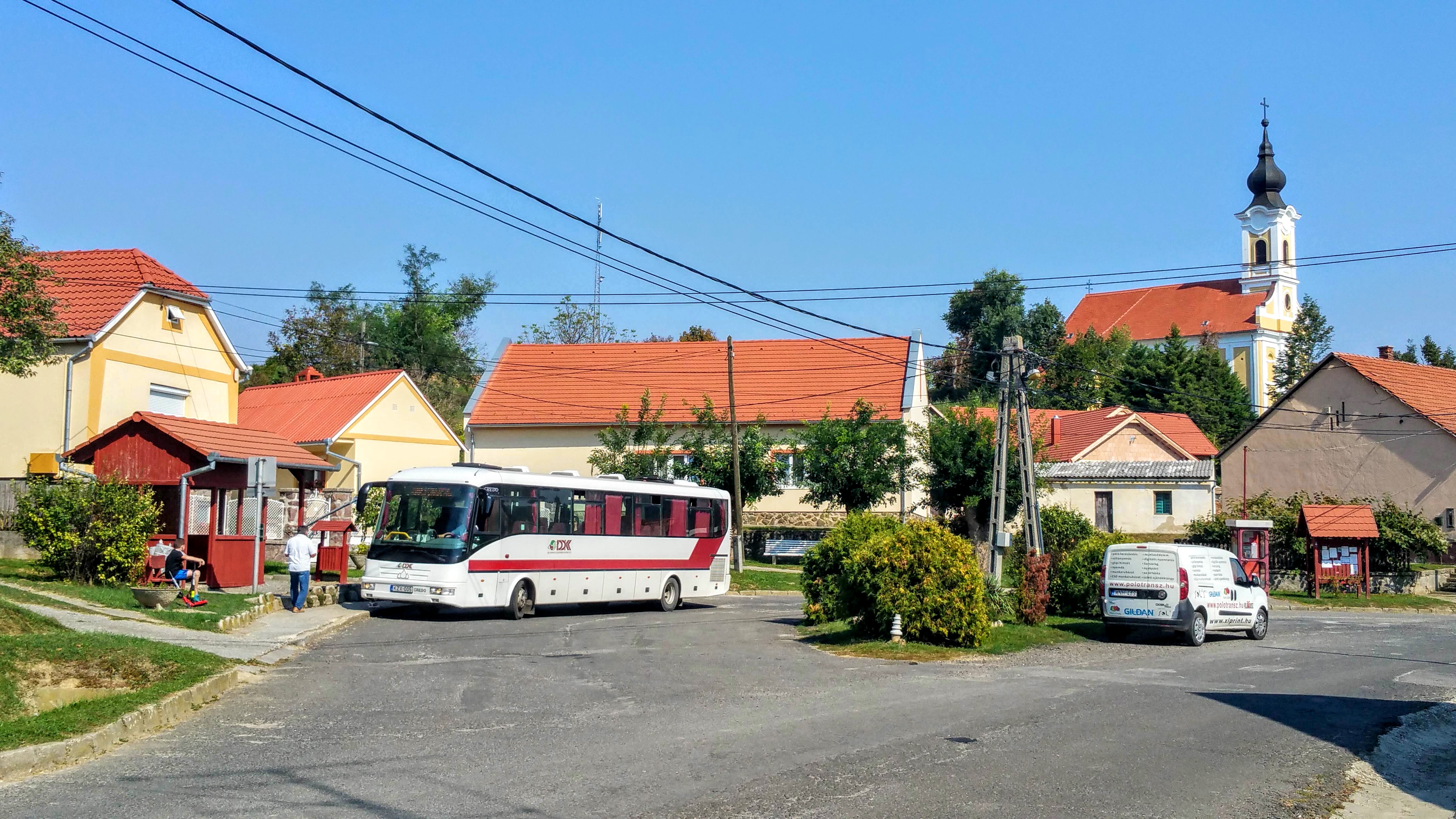
a falu központja

### Polgármesterei
- 1990–1994: Pataki Zoltán (független)[6]
- 1994–1998: Pataki Zoltán (független)[7]
- 1998–2002: Pataki Zoltán Ferenc (független)[8]
- 2002–2006: Pataki Zoltán Ferenc (független)[9]
- 2006–2010: Dukai Zoltán (független)[10]
- 2010–2014: Dukai Zoltán (független)[11]
- 2014–2019: Dukai Zoltán (független)[12]
- 2019–2024: Dukai Zoltán (független)[13]
- 2024– : Molnár Kitti (független)[1]

## Népesség
A település népességének változása:
| Lakosok száma | 282  | 269  | 267  | 234  | 219  | 267  | 261  | 256  |
|               | 2013 | 2014 | 2015 | 2019 | 2021 | 2022 | 2023 | 2024 |

A 2011-es népszámlálás során a lakosok 54%-a magyarnak, 7,3% horvátnak, 5,6% németnek mondta magát (46% nem nyilatkozott; a kettős identitások miatt a végösszeg nagyobb lehet 100%-nál). A vallási megoszlás a következő volt: római katolikus 31,4%, református 2,4%, evangélikus 0,7%, felekezeten kívüli 14,3% (50,5% nem nyilatkozott).
2022-ben a lakosság 92,5%-a vallotta magát magyarnak, 11,2% horvátnak, 8,6% németnek, 0,7% görögnek, 0,4-0,4% szerbnek, ukránnak, lengyelnek, örménynek és szlovénnek, 4,1% egyéb, nem hazai nemzetiségűnek (6,4% nem nyilatkozott; a kettős identitások miatt a végösszeg nagyobb lehet 100%-nál). Vallásuk szerint 42,3% volt római katolikus, 4,5% református, 0,7% evangélikus, 0,7% görög katolikus, 1,5% egyéb keresztény, 1,1% egyéb katolikus, 12,7% felekezeten kívüli (36% nem válaszolt).

## Nevezetességek
- Római katolikus temploma - Műemlék jellegű épület, 1793-ban épült barokk stílusban.